# Stortöveln
Stortöveln är en sjö i Kinda kommun i Östergötland och ingår i Motala ströms huvudavrinningsområde. Sjön har en area på 0,194 kvadratkilometer och ligger 148,1 meter över havet. Sjön avvattnas av vattendraget Lillån.

## Delavrinningsområde
Stortöveln ingår i det delavrinningsområde (642314-148438) som SMHI kallar för Inloppet i Glimmingen. Medelhöjden är 194 meter över havet och ytan är 4,81 kvadratkilometer. Det finns ett avrinningsområde uppströms, och räknas det in blir den ackumulerade arean 15,51 kvadratkilometer. Lillån som avvattnar avrinningsområdet har biflödesordning 4, vilket innebär att vattnet flödar genom totalt 4 vattendrag innan det når havet efter 163 kilometer. Avrinningsområdet består mestadels av skog (85 procent). Avrinningsområdet har 0,3 kvadratkilometer vattenytor vilket ger det en sjöprocent på 6,3 procent.